# Teresa Kozanecka
Teresa Janina Kozanecka (zm. 7 listopada 2020) – polska gleboznawczyni, dr hab.

## Życiorys
W 1973 ukończyła studia rolnicze w Szkole Głównej Gospodarstwa Wiejskiego w Warszawie, 25 października 2004 habilitowała się na podstawie pracy zatytułowanej Wpływ warunków glebowo-klimatycznych i odmiany na stan jonowy liści jabłoni.
Została zatrudniona na stanowisku profesora nadzwyczajnego w Katedrze Nauk o Środowisku Glebowym na Wydziale Rolnictwa i Biologii Szkoły Głównej Gospodarstwa Wiejskiego w Warszawie.

## Odznaczenia i wyróżnienia
- Złota Odznaka Polskiego Towarzystwa Gleboznawczego[1]
- Złoty Medal za Długoletnią Służbę[1]
- Nagroda JM Rektora SGGW[1]